# Crosseola cuvieriana
Crosseola cuvieriana är en snäckart som först beskrevs av Mestayer 1919.  Crosseola cuvieriana ingår i släktet Crosseola och familjen Skeneidae. Inga underarter finns listade i Catalogue of Life.